# エリン・ダニエルソン＝ガンボージ
エリン・ダニエルソン＝ガンボージ（Elin Kleopatra Danielson-Gambogi、1861年9月3日 - 1919年12月31日）はフィンランドの画家である。写実主義のスタイルの画家で、ヘレン・シャルフベックと並んで、フィンランド女性として最初に本格的な美術教育を受けた世代の画家である。

## 略歴
フィンランド南西部サタクンタ県のポリ近くの村、ノールマルック（Noormarkku）で生まれた。家族と南ポフヤンマー県のイルマヨキに移り、父親は農場を開いたが1866年から1868年にフィンランドを襲った飢饉のため農園は破綻し、父親は自殺した。母親は2人の娘を連れてノールマルックに戻った。
15歳でヘルシンキに出て、ヘルシンキの美術学校でショーストランド(Carl Eneas Sjöstrand)とムンステルヒェルム(Hjalmar Munsterhjelm)に学んだ。1878年からアドルフ・フォン・ベッカーの教えを受けるようになった。
1883年にパリに移り、アカデミー・コラロッシでギュスターヴ＝クロード＝エティエンヌ・クルトワに学び、夏の間は多くの芸術家の集まったブルターニュで活動した。
数年後、フィンランドに帰国し、ノールマルックやポリで家族と暮らし、1888年にノールマルックにアトリエを開いた.18880年代と1890年代はフィンランドの美術学校で美術教師として働いた。
1895年に奨学金を得て、イタリアのフィレンツェに旅し、1年後、リヴォルノ県の村、アンティニャーノ(Antignano)に移り、13歳年下のイタリア人画家、ラファエロ・ガンボージと知り合った。2人は一緒に活動するようになり1898年に結婚した。ガンボージとパリやフィレンツェ、ミラノやフィンランドの都市の展覧会に出展し、1900年のパリ万国博覧会の展覧会にも出展し、銅賞を受賞した。1901年にフィンランドでの肖像画のコンクールで2位に入賞した。イタリア王ウンベルト1世にも作品は買い上げられた。
ガンボージとの結婚生活は、ガンボージがエリンの友人のフィンランドの画家、ドーラ・ヴァフルルース(Dora Wahlroos)と恋愛関係になったことで緊張し、エリンはフィンランドに帰国したが、1903年にアンティニャーノに戻った。第一次世界大戦が始まったことでフィンランドに戻れなくなり、1919年にイタリアで肺炎で亡くなった頃までにはフィンランドではほとんど忘れられた存在になった 。

## 作品

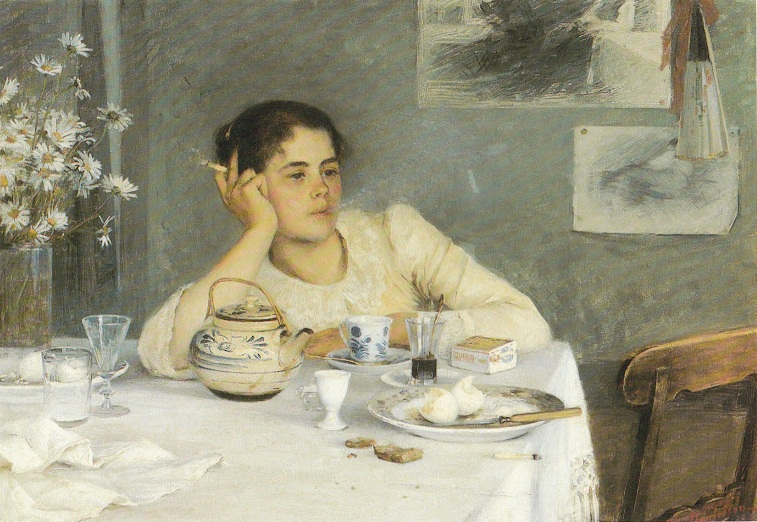
朝食の後 (1890)
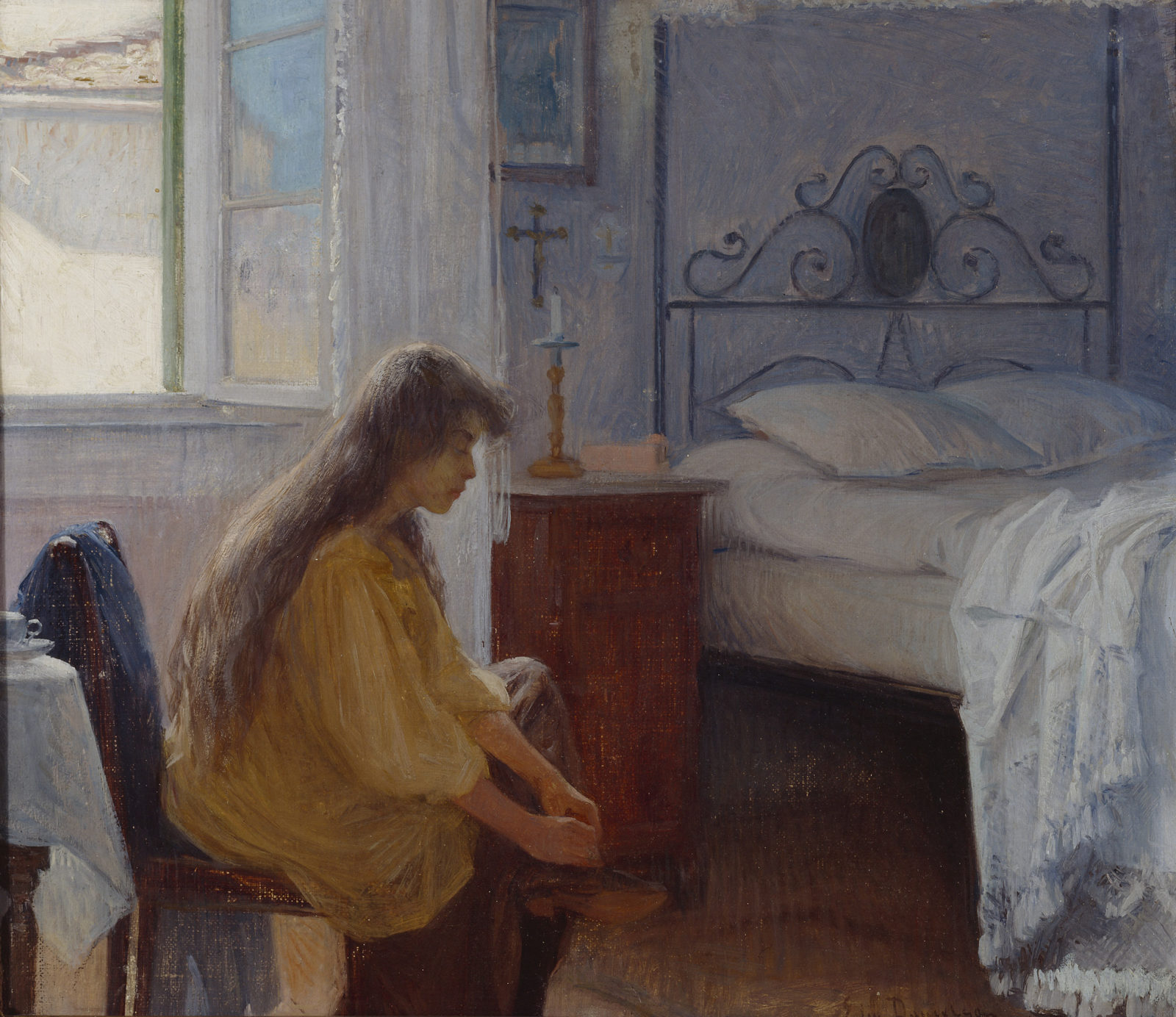
室内画 (c.1900)
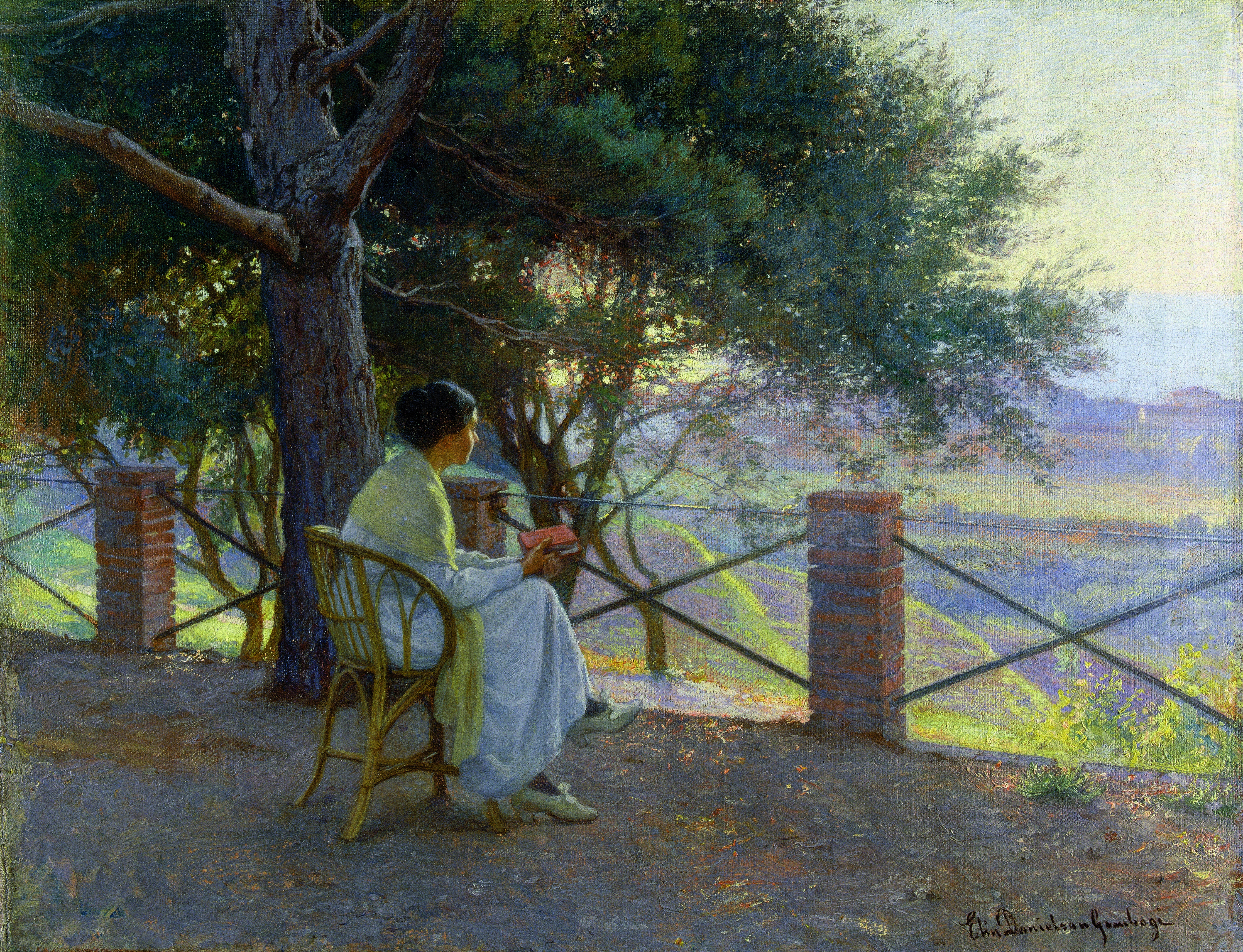
夕暮れ (1915)

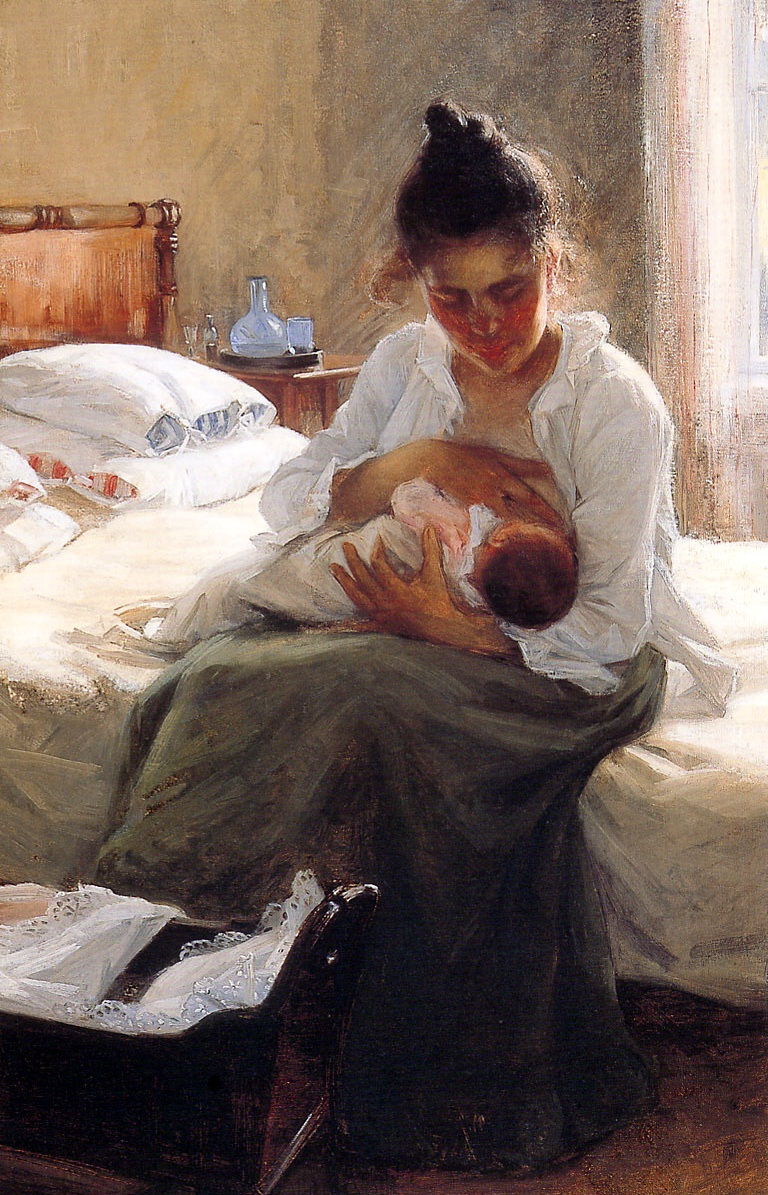
母性　(1893)
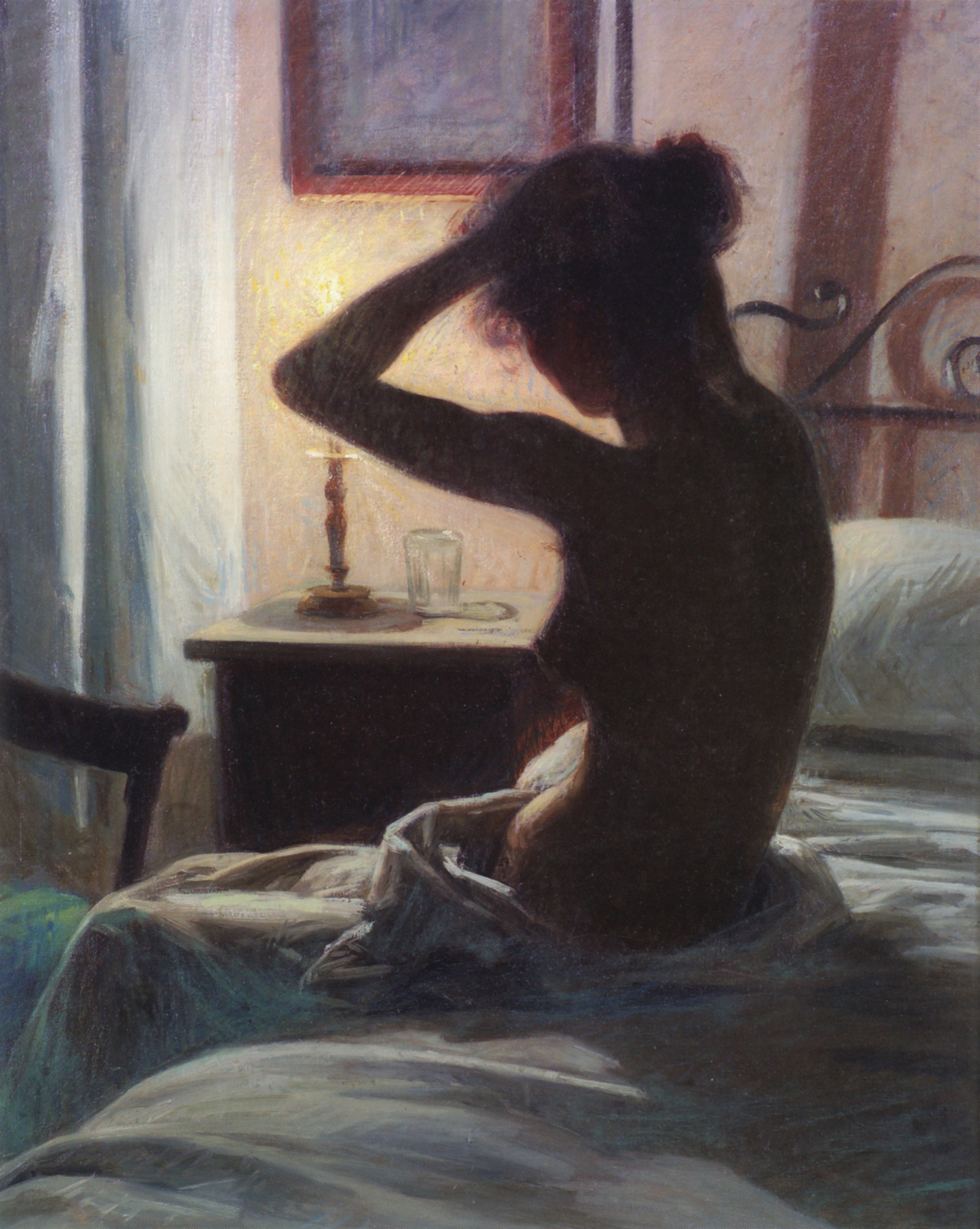
(1897)
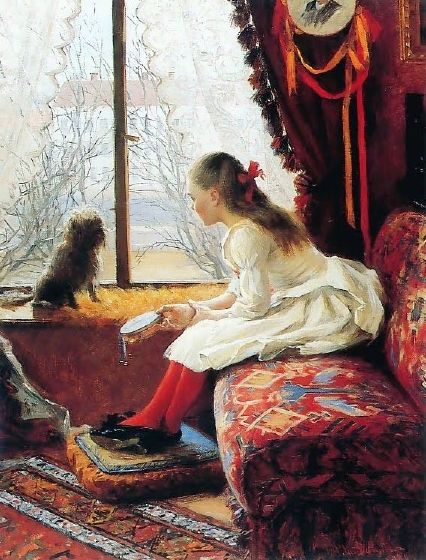
(c.1900)
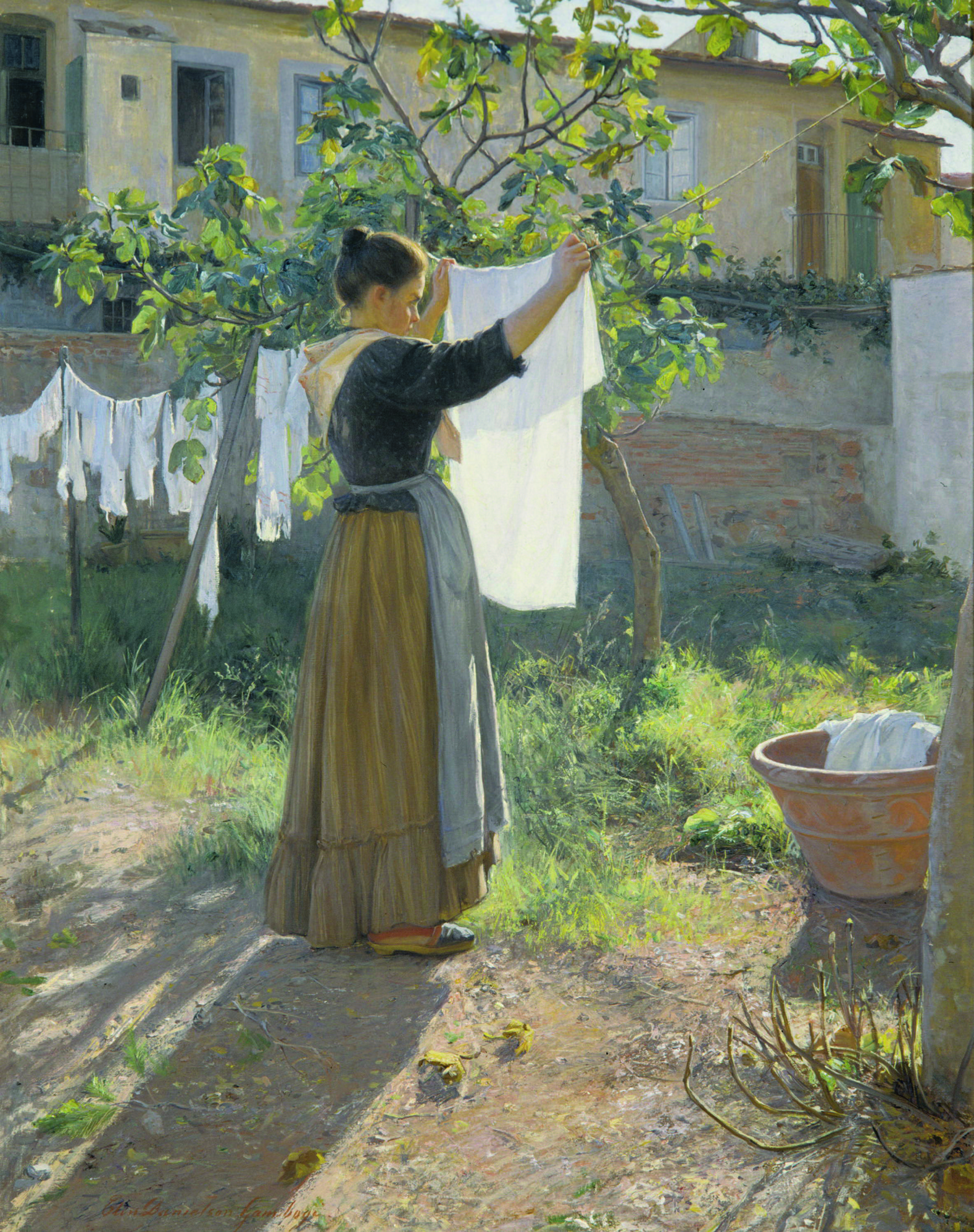
天気のいい日 (1900)